# Ostre przedmioty
Ostre przedmioty (ang. Sharp Objects) – amerykański miniserial (thriller psychologiczny) wyprodukowany przez Blumhouse Television oraz Entertainment One, który jest luźną adaptacją powieści pod tym samym tytułem autorstwa Gillian Flynn. Serial był emitowany od 8 lipca 2018 do 26 sierpnia 2018 przez HBO, w Polsce od 9 lipca przez HBO Polska.

## Fabuła
Serial opowiada o dziennikarce Camille Preaker, która zostaje wysłana do Wind Gap, swojego rodzinnego miasta, aby zrobić reportaż o dwóch zaginionych dziewczynach, z których jedna zostaje znaleziona martwa. Dziennikarka z detektywem Richardem Willisem chce rozwiązać kryminalną zagadkę zaginięcia dziewczyn. Podczas pobytu Preaker zaczyna przypominać sobie traumatyczne wydarzenia z dzieciństwa, w tym śmierć swojej siostry Marian.

## Obsada

### Główna
- Amy Adams jako Camille Preaker[5]
- Patricia Clarkson jako Adora Crellin[6]
- Eliza Scanlen jako Amma[7]
- Elizabeth Perkins jako Jackie[8]
- Madison Davenport jako Meredith Wheeler[8]
- Chris Messina jako detektyw Richard Willis[9]
- Matt Craven jako Vickery[10]
- Taylor John Smith jako John Keene[11]

### Drugoplanowa
- Will Chase jako Bob Nash[12]
- Jackson Hurst jako Kirk Lacey[12]
- Jennifer Aspen jako Jeannie Keene[12]
- David Sullivan jako Chris[13]
- Reagan Pasternak jako Katie Lacey[13]
- Sydney Sweeney jako Alice[13]
- Hilary Ward jako Becca[13]
- Sophia Lillis jako młoda Camille Preaker[14]

## Odcinki
| # | Tytuł   | Reżyseria        | Scenariusz                   | Premiera HBO     | Premiera HBO Polska |
| - | ------- | ---------------- | ---------------------------- | ---------------- | ------------------- |
| 1 | Vanish  | Jean-Marc Vallée | Marti Noxon                  | 8 lipca 2018     | 9 lipca 2018        |
| 2 | Dirt    | Jean-Marc Vallée | Gillian Flynn                | 15 lipca 2018    | 16 lipca 2018       |
| 3 | Fix     | Jean-Marc Vallée | Alex Metcalf                 | 22 lipca 2018    | 23 lipca 2018       |
| 4 | Ripe    | Jean-Marc Vallée | Vince Calandra               | 29 lipca 2018    | 30 lipca 2018       |
| 5 | Closer  | Jean-Marc Vallée | Scott Brown                  | 5 sierpnia 2018  | 6 sierpnia 2018     |
| 6 | Cherry  | Jean-Marc Vallée | Dawn Kamoche, Ariella Blejer | 12 sierpnia 2018 | 13 sierpnia 2018    |
| 7 | Falling | Jean-Marc Vallée | Gillian Flynn, Scott Brown   | 19 sierpnia 2018 | 20 sierpnia 2018    |
| 8 | Milk    | Jean-Marc Vallée | Marti Noxon, Gillian Flynn   | 26 sierpnia 2018 | 27 sierpnia 2018    |

## Produkcja
W połowie lipca 2014 roku poinformowano, że Studio Entertainment One Television rozpoczyna pracę nad serialem telewizyjnym opartym na książce autorstwa Gillian Flynn..
W lutym 2016 roku ogłoszono, że Amy Adams zagra główną rolę.
3 kwietnia 2016 roku, stacja HBO zamówiła miniserial. Zdjęcia kręcono w stanach Kalifornia i Georgia.
Wbrew wcześniejszym plotkom, pod koniec lipca 2018 ogłoszono, że ze względu na Amy Adams produkcja nie będzie kontynuowana.